# Cellio
Cellio (Cèj in piemontese) è il capoluogo comunale di Cellio con Breia in provincia di Vercelli.
Centro abitato di 320 abitanti, fino al 31 dicembre 2017 ha costituito un comune autonomo, assieme alle frazioni di Agua, Allera, Arva, Baltegora, Bosco, Camo, Carega, Casaccia, Casa Resegotti, Cerchiera, Cosco, Crabbia, Culagna, Forcola, Fronto, Maddalena, Mascherana, Merlera, Mollie, Sella, Tairano, Valmonfredo, Viganallo e Zagro.

## Storia
Nell'anno 187 a.C., divenuta Novara città romana, furono disseminati in tutto il territorio dei coloni (soldati veterani in buona parte), cui furono distribuite terre in abbondanza. Un Cilius o Coelius avrà avuto in sorte questi terreni, sui quali edificò la sua rustica abitazione; attorno ne sorsero altre, formando un casale, che prese il nome dal primo abitante. Cellio è nominato in una carta dell'11 ottobre 1601.

Vecchio stemma comunale

### Simboli
Lo stemma era stato concesso con regio decreto del 21 giugno 1942.
Il gonfalone, concesso con D.P.R. del 6 luglio 1960, era un drappo di azzurro.

## Monumenti e luoghi d'interesse

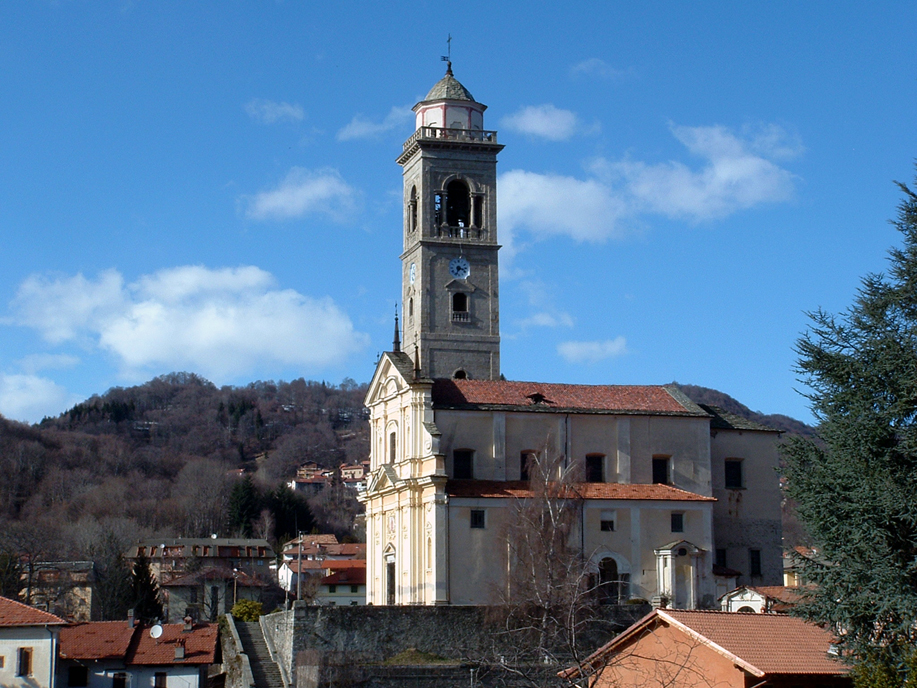
Chiesa parrocchiale di San Lorenzo

Chi giunge a Cellio da ogni parte della valle, nota immediatamente l'antica chiesa parrocchiale di San Lorenzo ed il maestoso campanile, il più alto della Valsesia.
Numerosi gli edifici religiosi, sia nelle varie frazioni sia fuori dai centri abitati. Vanno ricordati: l'oratorio di Sant'Anna ad Agua, l'oratorio dell'Assunta ad Allera, l'oratorio di Sant'Antonio Abate a Baltegora , l'oratorio di San Defendente a Bosco, l'oratorio del nome di Maria a Casaccia, la chiesa di San Matteo a Carega, l'oratorio di Sant'Antonio a Cereto , l'oratorio di San Rocco  a Crabia, gli oratori di San Marco e Sant'Antonio a Cosco, quello di San Secondo a Culagna e quello di Santa Maria Maddalena  a Maddalena, l'oratorio di San Pietro a Mascherana, la chiesa di San Bernardo a Merlera , l'Oratorio di San Fermo ad Orgianino, l'oratorio della Natività di Maria a Sella, l'oratorio dell'Annunciazione di Maria a Tairano, la chiesa di San Gottardo a Valmonfredo, la cappella di San Rocco e l'oratorio di tutti i Santi a Viganallo, l'oratorio dei Santi Fabiano e Sebastiano a Mollie , l'oratorio di San Giovanni Battista a Zagro e l'oratorio di San Giacomo (Jacu Pitù).

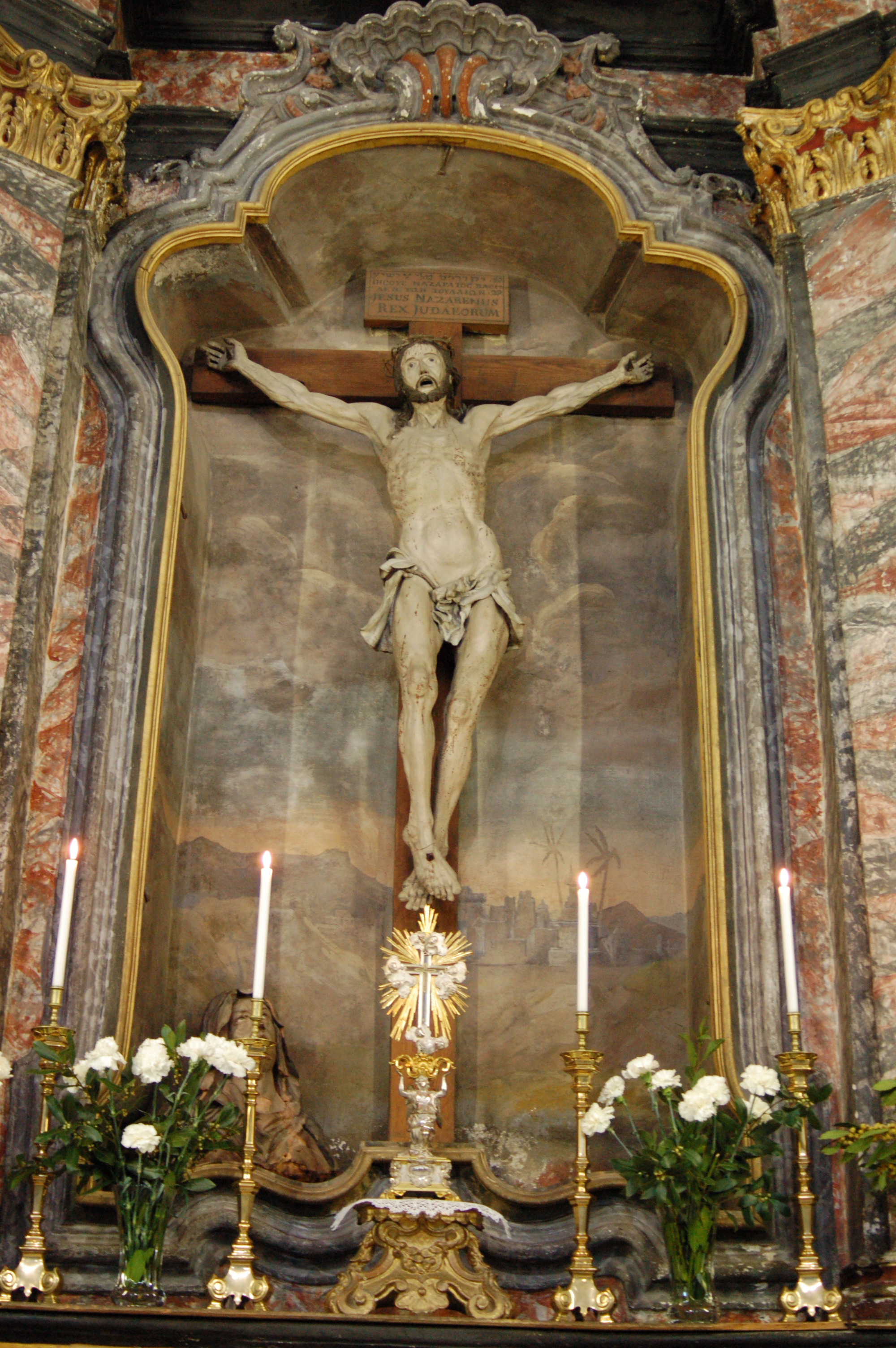
Crocifisso di Lorenzo Peracino
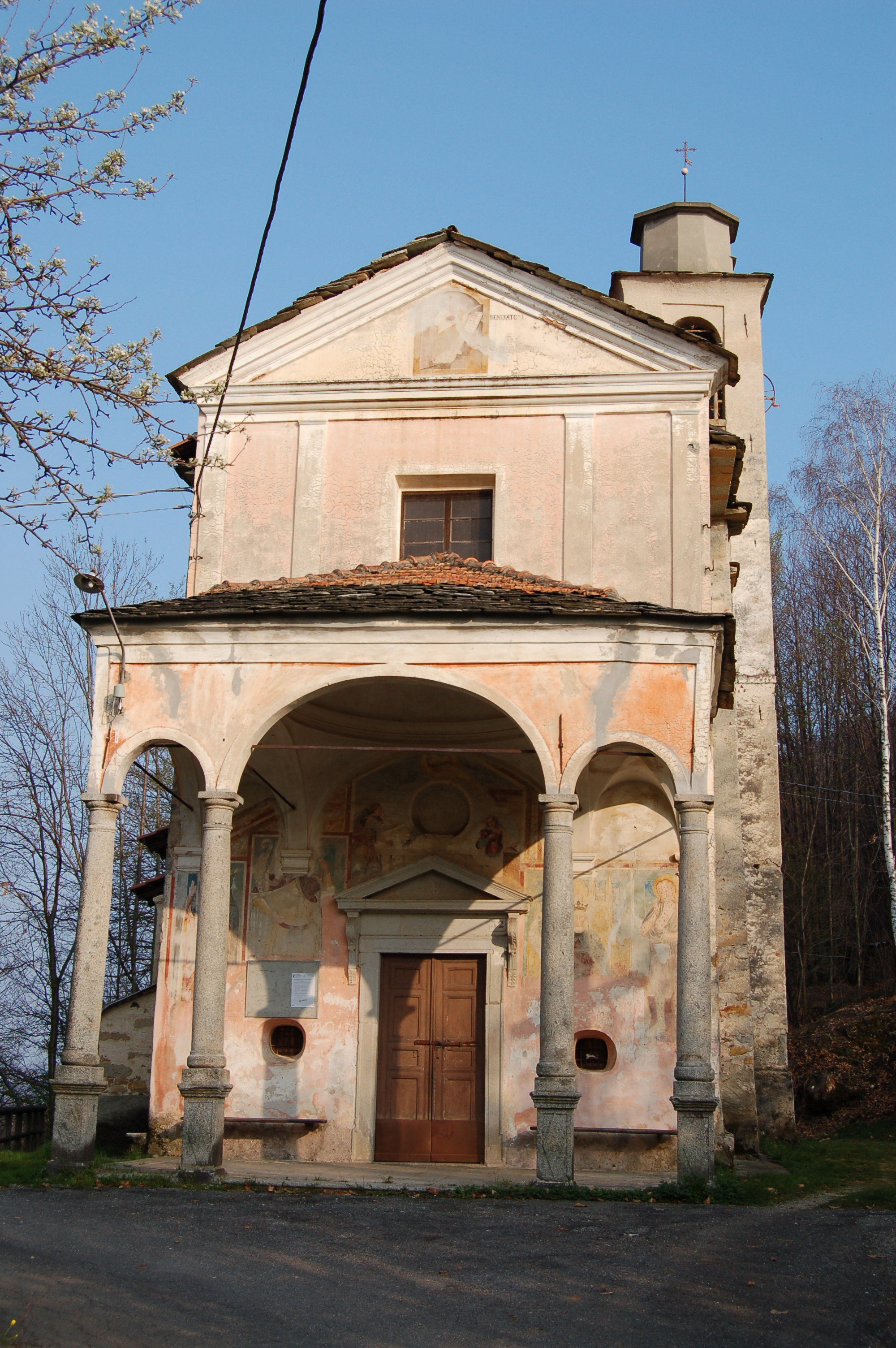
San Marco

## Società

### Evoluzione demografica
Abitanti censiti; per gli ultimi censimenti si evidenzia in blu la popolazione residente nel centro abitato di Cellio, in verde quella residente nei vecchi confini comunali.